# Arthur Nebe
Arthur Nebe (Berlijn, 13 november 1894 – aldaar, 3 maart 1945) was ten tijde van het Derde Rijk chef van de Kriminalpolizei en generaal in de SS. In 1941 voerde hij het bevel over Einsatzgruppe B aan het Oostfront. Vanwege zijn betrokkenheid bij het complot van 20 juli 1944 werd hij voor het einde van de oorlog geëxecuteerd op beschuldiging van landverraad.

## Voor de nazimachtsovername
Na in 1914 zijn gymnasiumdiploma gehaald te hebben, meldde Nebe zich als vrijwilliger in het Deutsches Heer. Van februari 1915 diende hij aan het front tijdens de Eerste Wereldoorlog. Op 20 februari 1915 werd hij bevorderd tot Leutnant. Twee keer raakte hij gewond door strijdgas. Hij werd onderscheiden met het IJzeren Kruis eerste en tweede klasse. Na de oorlog werd hij in 1920 eervol ontslagen uit het leger. Hij sloot zich aan bij een Freikorps (Vrijkorps) en werd in 1920 in dienst genomen van de Kriminalpolizei in Berlijn. Na enkele jaren diende hij hier achtereenvolgens als chef van de narcotica-afdeling en diefstalafdeling. Ondanks het verbod voor ambtenaren om zich aan te sluiten bij de nazi's werd hij op 1 juli 1931 lid van de NSDAP en op 5 november 1931 van de Sturmabteilung. Binnen de Kriminalpolizei was hij aangesloten bij een vakbeweging die toewerkte naar een nationaalsocialistische machtsovername.

## Vooroorlogse nazicarrière
Nadat Adolf Hitler op 30 januari 1933 benoemd werd tot kanselier werd Arthur Nebe overgeplaatst naar de Gestapo, waar hij benoemd werd tot leider van de afdeling verantwoordelijk voor onderzoek naar politieke bewegingen, waaronder het communisme, het anarchisme en de sociaaldemocratische partij. In de Gestapo maakte Nebe kennis met Hans Bernd Gisevius, die hem later zou introduceren binnen conservatieve verzetskringen.
Per 1 januari 1935 kreeg Nebe in Berlijn de leiding over het Pruisische Landeskriminalamt, de centrale recherchedienst van Pruisen. In augustus 1936 werd hij benoemd tot chef van het Amt Kriminalpolizei, de afdeling binnen Reinhard Heydrichs Sicherheitshauptamt die verantwoordelijk was voor de recherche, de toekomstige afdeling V van Reichssicherheitshsauptamt (RSHA). Op 2 december 1936 trad hij in dienst van de SS. In juli 1937 werd het Pruisische Landeskriminalamt getransformeerd tot een staatsorganisatie; de organisatie stond voortaan bekend als het Reichskriminalpolizeiamt en kreeg de organisatorische leiding over de recherchediensten van alle deelstaten. Nebe mocht zich vanaf dat jaar als chef van de Duitse recherche Reichskriminaldirektor noemen.
Onder aanvoering van Nebe werd de Kripo verder uitgebreid en geprofessionaliseerd. De Kriminalpolizei was niet langer een conventionele recherchedienst, maar, net als de Gestapo, een ideologisch geschoeide organisatie, die genesteld was binnen het nazi-terreurapparaat. Niet alleen mensen die eens veroordeeld waren voor een misdaad, maar ook bijvoorbeeld daklozen, zigeuners, alcoholisten en homoseksuelen, werden preventief opgepakt, omdat ze volgens de theorie van de nazi’s aanleg voor criminaliteit zouden hebben. Zonder dat er een rechter aan te pas kwam, zaten ze vaak jarenlang gevangen in Schutzhaft (preventieve hechtenis) in een concentratiekamp, waar velen van hen stierven.

## Tweede Wereldoorlog

### Eerste oorlogsjaar
De Duitse inval in Polen in september 1939 werd gerechtvaardigd door gefingeerde “Poolse” aanvallen op Duitse grensdoelen om de wereld te overtuigen van de Poolse agressie. Een door Arthur Nebe en Gestapo-leider Heinrich Müller geleide onderzoekscommissie legde het verloop van de “Poolse” aanvallen vast. Ook leidde Nebe een onderzoek naar de massamoord van Bydgoszcz (Bromberg in het Duits), waar Poolse soldaten en burgers een bloedbad hadden aangericht onder de etnisch-Duitse bevolking. In de herfst van 1939 was Nebe zelf gedurende drie weken actief in de Poolse hoofdstad, als commandant van Einsatzgruppe IV en Befehlhaber der Sipo und des SD in Warschau.
In het najaar van 1939 hield hij zich ook bezig met de voorgenomen verwijdering van de circa 30.000 zigeuners die in Duitsland verbleven en die door de nazi’s als raciaal inferieur en “asociaal” beschouwd werden. In totaal werden met medewerking van de Kriminalpolizei naar schatting 15.000 zigeuners uit Duitsland vermoord door de nazi’s, vooral in de vernietigingskampen.
Op 8 november 1939 werd in de Bürgerbraukeller in München een mislukte aanslag gepleegd op Hitler. Nebe leidde in München het rechercheonderzoek op de plaats delict, terwijl de Gestapo zich bezighield met het opsporen van de dader of daders. De dader, 36-jarige Georg Elser, werd diezelfde dag nog gearresteerd.

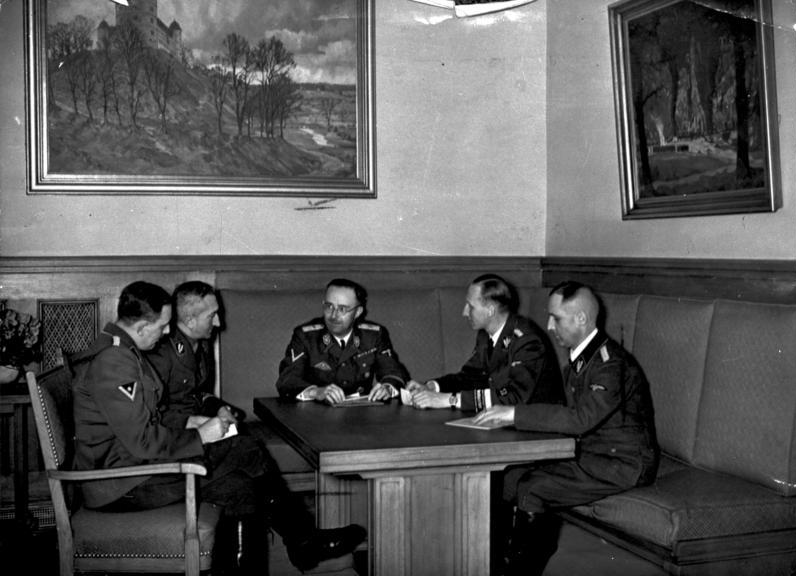
V.l.n.r.: Franz Josef Huber, Arthur Nebe, Heinrich Himmler, Reinhard Heydrich en Heinrich Müller

### Holocaustdader
Op 22 juni 1941 viel Duitsland de Sovjet-Unie binnen. In de achterhoede van de troepen van de Wehrmacht volgden vier Einsatzgruppen (A t/m D) van de SS. Arthur Nebe was de eerste commandant van Einsatzgruppe B. Zijn eenheid opereerde in Wit-Rusland en de regio Smolensk en was ondergeschikt aan Heeresgruppe Mitte. Op 14 november 1941 werd aan Berlijn gerapporteerd dat op dat moment het totale aantal geregistreerde liquidaties door Einsatzgruppe B 45.467 bedroeg.
Op 14 augustus 1941 bracht SS-leider Heinrich Himmler een werkbezoek aan Minsk. De volgende dag was de SS-leider in een bos ten noorden van Minsk aanwezig bij een executie die op zijn verzoek door Nebes manschappen uitgevoerd werd. De slachtoffers waren vermeende partizanen en Joden, waaronder ook twee vrouwen. Getuigen verklaarden na de oorlog dat Himmler tijdens de liquidatie in paniek raakte toen de vrouwen bij de eerste schoten niet gedood waren. Nu hij zelf getuige was geweest van een moordpartij was hij bezorgd over de gevolgen die deze executies hadden op zijn manschappen. Daarom beval hij Nebe te zoeken naar een moordmethode die voor de psyche van de uitvoerders minder belastend was.
Samen met dr. Albert Widmann, een chemicus van het Kriminaltechnische Institut, voerde Nebe in september 1941 experimenten uit met verschillende moordmethoden. Als proefpersonen werden psychiatrische patiënten gebruikt. Een proef met vergassing met uitlaatgassen bleek succesvoller dan een proef met explosieven.

### Grote Ontsnapping
De laatste grote politiezaak waarbij Nebe betrokken was, vond plaats in het voorjaar van 1944 en is bekend komen te staan als  “de grote ontsnapping”. In de nacht van 24 op 25 maart 1944 slaagden 76 door de Duitsers krijgsgevangen genomen RAF-officieren erin te ontsnappen uit het krijgsgevangenenkamp Stalag Luft III in Neder-Silezië.  Op voorstel van Himmler werd Nebe belast met het selecteren van de mannen die geëxecuteerd moesten worden. Nadat Nebe hun namen had doorgegeven aan de Gestapo werden van 6 april tot 18 april vijftig van de gearresteerde krijgsgevangenen “op de vlucht neergeschoten”.

## Ondergang

### Verzet en op de vlucht
Via Gisevius was Nebe al sinds eind jaren 30 betrokken bij het conservatieve en militaire verzet tegen Hitler. Nebes verzetsactiviteiten gedurende de periode tussen zijn terugkeer uit de Sovjet-Unie en de weken voor de aanslag door Claus von Stauffenberg op 20 juli 1944 bestonden vooral uit het doorgeven van informatie aan het verzet. Bij de staatsgreep van 20 juli was hem een actieve rol toebedacht. Nadat Hitler omgekomen zou zijn bij de bomaanslag was het de bedoeling dat Nebe met een groepje van circa vijftien betrouwbare medewerkers hoge functionarissen van de partij, waaronder Joseph Goebbels en de SS zou arresteren. Op de dag zelf bleef Nebe echter inactief.
Op 24 juli vluchtte Nebe met Gisevius en begon zijn onderduikperiode als voortvluchtige. Op 25 juli 1944 werd door de Kriminalpolizei een zoekactie opgestart. In november 1944 werd hij gedegradeerd tot SS-Mann, de laagste rang binnen de SS en uit de SS gezet.

### Arrestatie en overlijden
Op 16 januari 1945 werd Nebe op zijn onderduikadres ingerekend door een arrestatieteam van de Gestapo en overgebracht naar Berlijn. Op 2 maart vond zijn proces in het Volksgerichtshof in Berlijn plaats. De rechtbank achtte het bewezen dat Nebe op de hoogte was geweest van de staatsgreepplannen en dat hij wist dat een aanslag op Hitler onderdeel uitmaakte van de coup. Hij werd bestraft met de doodstraf door ophanging. Vermoedelijk werd zijn terechtstelling op 3 maart 1945 in de Plötzensee-gevangenis voltrokken.

## Na de oorlog
De Duitse Bondsdag besloot dat alle uitspraken van de Volksrechtbank als ongeldig werden beschouwd.

## Carrière
Nebe bekleedde verschillende rangen in zowel de Kriminalpolizei als Allgemeine-SS. De volgende tabel laat zien dat de bevorderingen niet synchroon liepen.
| Datum                                                                            | Deutsches Heer     | Kriminalpolizei                 | Sturmabteilung      | Allgemeine-SS          | Ministerie             | Politie                       |
| -------------------------------------------------------------------------------- | ------------------ | ------------------------------- | ------------------- | ---------------------- | ---------------------- | ----------------------------- |
| 2 augustus 1914                                                                  | Kriegsfreiwilliger | —                               | —                   | —                      | —                      | —                             |
| 5 februari 1915                                                                  | Fahnenjunker       | —                               | —                   | —                      | —                      | —                             |
| 18 juni 1915                                                                     | Fähnrich           | —                               | —                   | —                      | —                      | —                             |
| 17 februari 1916 (zonder Patent), (Patent vanaf 20 februari 1915 )               | Leutnant           | —                               | —                   | —                      | —                      | —                             |
| 31 maart 1920                                                                    | Oberleutnant a.D.  | —                               | —                   | —                      | —                      | —                             |
| 1 april 1920                                                                     | —                  | Kriminalanwärter                | —                   | —                      | —                      | —                             |
| 13 april 1922                                                                    | —                  | Hilfkriminalkommissar           | —                   | —                      | —                      | —                             |
| 1 januari 1923                                                                   | —                  | Kriminalkommissar auf Probe     | —                   | —                      | —                      | —                             |
| 1 juli 1923                                                                      | —                  | Kriminalkommissar               | —                   | —                      | —                      | —                             |
| 5 november 1931                                                                  | —                  | —                               | SA-Mann             | —                      | —                      | —                             |
| 1 april 1933                                                                     | —                  | Kriminalrat                     | —                   | —                      | —                      | —                             |
| 29 augustus 1933                                                                 | —                  | Kriminalrat- und Regierungsrat  | —                   | —                      | —                      | —                             |
| 5 oktober 1933                                                                   | —                  | —                               | SA-Sturmführer      | —                      | —                      | —                             |
| 30 november 1933                                                                 | —                  | —                               | —                   | —                      | Oberregierungsrat      | —                             |
| 30 april 1934                                                                    | —                  | —                               | SA-Obersturmführer  | —                      | —                      | —                             |
| 1 juli 1934                                                                      | —                  | Oberregierungs- und Kriminalrat | —                   | —                      | —                      | —                             |
| 20 april 1936                                                                    | —                  | —                               | SA-Sturmhauptführer | —                      | —                      | —                             |
| 9 november 1936                                                                  | —                  | —                               | SA-Sturmbannführer  | —                      | —                      | —                             |
| 2 december 1936                                                                  | —                  | —                               | —                   | SS-Mann                | —                      | —                             |
| 2 december 1936                                                                  | —                  | —                               | —                   | SS-Sturmbannführer     | —                      | —                             |
| 9 november 1937                                                                  | —                  | —                               | —                   | —                      | Reichskriminaldirektor | —                             |
| 9 mei 1938 (met ingang vanaf 20 april 1938)                                      | —                  | —                               | —                   | SS-Obersturmbannführer | —                      | —                             |
| 12 september 1938 (met ingang vanaf 1 augustus 1938)                             | —                  | —                               | —                   | SS-Standartenführer    | —                      | —                             |
| 20 april 1939                                                                    | —                  | —                               | —                   | SS-Oberführer          | —                      | —                             |
| 14 december 1940                                                                 | —                  | —                               | —                   | SS-Brigadeführer       | —                      | —                             |
| 16 december 1940 (met ingang vanaf 14 december 1940 en RDA vanaf 1 januari 1941) | —                  | —                               | —                   | —                      | —                      | Generalmajor in de politie    |
| 9 november 1941                                                                  | —                  | —                               | —                   | SS-Gruppenführer       | —                      | —                             |
| 9 november 1941                                                                  | —                  | —                               | —                   | —                      | —                      | Generalleutnant in de politie |

## Lidmaatschapsnummers
- NSDAP-nr.: 574 307[19][1] (lid geworden 1 juli 1931[20], officiele toelatingsdatum 1 mei 1933[21])
- SS-nr.: 280 152[19] (Förderndes Mitglied der SS vanaf 19 juni 1931[20])

## Onderscheidingen
Selectie:
- Herhalingsgesp bij IJzeren Kruis 1939, 2e Klasse[22] (september 1941[1][2])
- IJzeren Kruis 1914, 1e Klasse[4][19][22] (1918[1][18]) en 2e Klasse[22][1]
- Gewondeninsigne 1918 in zwart[19][1][22][4][18]
- Kruis voor Oorlogsverdienste, 1e Klasse[22] (1941[1][2]) en 2e Klasse[22] met Zwaarden
- Dienstonderscheiding van de Politie, 1e Klasse (25 dienstjaren)[1][2]
- Erekruis voor Frontstrijders in de Wereldoorlog[19][1][22][4][18]
- Julleuchter der SS in december 1936[1]
- Duits Olympisch Ereteken, 1e Klasse[1][18]
- Ehrendegen des Reichsführers-SS[4][18]
- SS-Ehrenring[4][18]